# Бермингам класик
Бермингам класик (Званичног назива Аегон класик – енгл. AEGON Classic) професионални је тениски турнир кога организује Женска тениска асоцијација. Турнир се од 1982. године одржава у Бермингаму, у Уједињеном Краљевству. Овај турнир представља један од главних турнира за загревање тенисерки пред Вимблдон, и сестрински турнир мушком турниру у Квинс Клабу.

## Рекордерке
- Пем Шрајвер освојила је четири турнира у појединачној конкуренцији, и то у низу — 1984, 1985, 1986. и 1987.
- Кара Блек освојила је турнир два пута у категорији парова. Први пут је то учинила 2001. у пару са Јеленом Лиховцевом, а затим 2008. у пару са Лизел Хубер.

## Досадашњи називи турнира
- (1982–1986)
- (1987–1988)
- (1989–1992)
- (1993–2008)
- (2009–)

## Занимљивости
- Турнир није одржан 1998. године због непрестаног падања кише у Енглеској.
- Првих шест турнира у Бермингаму освајале су две америчке тенисерке; Били Џин Кинг 1982. и 1983, и Пем Шрајвер 1984, 1985, 1986. и 1987.
- Лори Макнил и Зина Гарисон одиграле су чак три финала у низу на овом турниру — 1993, 1994. и 1995. Макнил је победила у прва два финала, а Гарисон у трећем.
- Зина Гарисон играла је у рекордних пет финала, 1989, 1990, 1993, 1994. и 1995. Победила је два пута, 1990. и 1995, а три пута је губила.
- Натали Тозија играла је три финала у низу, 1996, 1997. и 1999. (турнир 1998. није одржан), а победила је у једном, 1997.
- Магдалена Малејева је своје прво финале у Бермингаму достигла 1986, са 19 година, али ју је поразила Пем Шрајвер. До другог финала и прве титуле на овом турниру дошла је седамнаест година касније, 2003. године.

## Поени и новчана награда[1]
| Пласман       | Поени | Новчана награда |
| ------------- | ----- | --------------- |
| Победа        | 280   | 37.000 $        |
| Финале        | 200   | 19.000 $        |
| Полуфинале    | 130   | 10.000 $        |
| Четвртфинале  | 70    | 5.000 $         |
| Осмина финала | 30    | 2.600 $         |
| Друго коло    | 15    | 1.350 $         |
| Прво коло     | 1     | 700 $           |

| Пласман      | Поени | Новчана награда |
| ------------ | ----- | --------------- |
| Победа       | 280   | 11.000 $        |
| Финале       | 200   | 5.810 $         |
| Полуфинале   | 130   | 3.000 $         |
| Четвртфинале | 70    | 1.585$          |
| Прво коло    | 1     | 810 $           |

## Финала

### Појединачно
| Година | Победница                                   | Поражена                                    | Резултат                                    |                                             |
| ------ | ------------------------------------------- | ------------------------------------------- | ------------------------------------------- | ------------------------------------------- |
| 1982.  | Били Џин Кинг                               | Розалин Фејрбенк                            | 6–2, 6–1                                    |                                             |
| 1983.  | Били Џин Кинг                               | Алисија Мултон                              | 6–0, 7–5                                    |                                             |
| 1984.  | Пем Шрајвер                                 | Ен Вајт                                     | 7–6, 6–3                                    |                                             |
| 1985.  | Пем Шрајвер                                 | Бетси Најџелсен Макормак                    | 6–1, 6–0                                    |                                             |
| 1986.  | Пем Шрајвер                                 | Магдалена Малејева                          | 6–2, 7–6                                    |                                             |
| 1987.  | Пем Шрајвер                                 | Лариса Савченко Неиланд                     | 4–6, 6–2, 6–2                               |                                             |
| 1988.  | Клаудија Коде-Килш                          | Пем Шрајвер                                 | 6–2, 6–1                                    |                                             |
| 1989.  | Мартина Навратилова                         | Зина Гарисон                                | 7–6, 6–3                                    |                                             |
| 1990.  | Зина Гарисон                                | Хелена Сукова                               | 6–4, 6–1                                    |                                             |
| 1991   | Мартина Навратилова                         | Наташа Зверева                              | 6–4, 7–6                                    |                                             |
| 1992.  | Бренда Шулц                                 | Џени Бирн                                   | 6–2, 6–2                                    |                                             |
| 1993.  | Лори Макнил                                 | Зина Гарисон                                | 6–4, 2–6, 6–3                               |                                             |
| 1994.  | Лори Макнил                                 | Зина Гарисон                                | 6–2, 6–2                                    |                                             |
| 1995.  | Зина Гарисон                                | Лори Макнил                                 | 6–3, 6–3                                    |                                             |
| 1996.  | Мередит Макграт                             | Натали Тозија                               | 2–6, 6–4, 6–4                               |                                             |
| 1997.  | Натали Тозија                               | Јајук Басуки                                | 2–6, 6–2, 6–2                               |                                             |
| 1998.  | Турнир отказан након четвртфинала због кише | Турнир отказан након четвртфинала због кише | Турнир отказан након четвртфинала због кише | Турнир отказан након четвртфинала због кише |
| 1999.  | Жили Алар                                   | Натали Тозија                               | 6–2, 3–6, 6–4                               |                                             |
| 2000.  | Лиса Рејмонд                                | Тамарин Танасугарн                          | 6–2, 6–7, 6–4                               |                                             |
| 2001.  | Натали Тозија                               | Миријам Ореманс                             | 6–3, 7–5                                    |                                             |
| 2002.  | Јелена Докић                                | Анастасија Мискина                          | 6–2, 6–3                                    |                                             |
| 2003.  | Магдалена Малејева                          | Шинобу Асагое                               | 6–1, 6–1                                    |                                             |
| 2004.  | Марија Шарапова                             | Татјана Головин                             | 4–6, 6–2, 6–1                               |                                             |
| 2005.  | Марија Шарапова                             | Јелена Јанковић                             | 6–2, 4–6, 6–1                               |                                             |
| 2006.  | Вера Звонарјова                             | Џамеа Џексон                                | 7–6(12), 7–6(5)                             |                                             |
| 2007.  | Јелена Јанковић                             | Марија Шарапова                             | 4–6, 6–3, 7–5                               |                                             |
| 2008.  | Катерина Бондаренко                         | Јанина Викмајер                             | 7–6(7), 3–6, 7–6(4)                         |                                             |
| 2009.  | Магдалена Рибарикова                        | Ли На                                       | 6–0, 7–6(2)                                 |                                             |
| 2010.  | Ли На                                       | Марија Шарапова                             | 7–5, 6–1                                    |                                             |
| 2011.  | Сабина Лисицки                              | Данијела Хантухова                          | 6-3, 6–2                                    |                                             |
| 2012.  | Мелани Уден                                 | Јелена Јанковић                             | 6-4, 6–2                                    |                                             |
| 2013.  | Данијела Хантухова                          | Дона Векић                                  | 7–6(5), 6–4                                 |                                             |
| 2014.  | Ана Ивановић                                | Барбора Захлавова Стрицова                  | 6-3, 6–2                                    |                                             |

### Парови
| Година | Победнице                        | Поражене                               | Резултат         |
| ------ | -------------------------------- | -------------------------------------- | ---------------- |
| 2001.  | Кара Блек Јелена Лиховцева       | Кимберли По-Месерли Натали Тозија      | 6–1, 6–2         |
| 2002.  | Шинобу Асагое Елс Каленс         | Кимберли По-Месерли Натали Тозија      | 6–4, 6–3         |
| 2003.  | Елс Каленс Мејлен Ту             | Алиша Молик Мартина Навратилова        | 7–5, 6–4         |
| 2004.  | Марија Кириленко Марија Шарапова | Лиса Макшеј Милагрос Секера            | 6–2, 6–1         |
| 2005.  | Данијела Хантухова Ај Сугијама   | Елени Данилиду Џенифер Расел           | 6–2, 6–3         |
| 2006.  | Јелена Јанковић Ли На            | Џил Крејбас Лизел Хубер                | 6–2, 6–4         |
| 2007.  | Чан Јунг-јан Чиа-Јунг Чуанг      | Суен Тјентјен Мејлен Ту                | 7–6(3), 6–3      |
| 2008.  | Кара Блек Лизел Хубер            | Северин Бремон Вирхинија Руано Паскуал | 6–2, 6–1         |
| 2009.  | Кара Блек Лизел Хубер            | Ракел Коп-Џоунс Абигејл Спирс          | 6–1, 6–4         |
| 2010.  | Кара Блек Лиса Рејмонд           | Лизел Хубер Бетани Матек Сандс         | 6–3, 3–2 предаја |
| 2011.  | Олга Говорцова Ала Кудрјавцева   | Сара Ерани Роберта Винчи               | 1–6, 6–1, 10-5   |